# Konsulat RP w Szczecinie

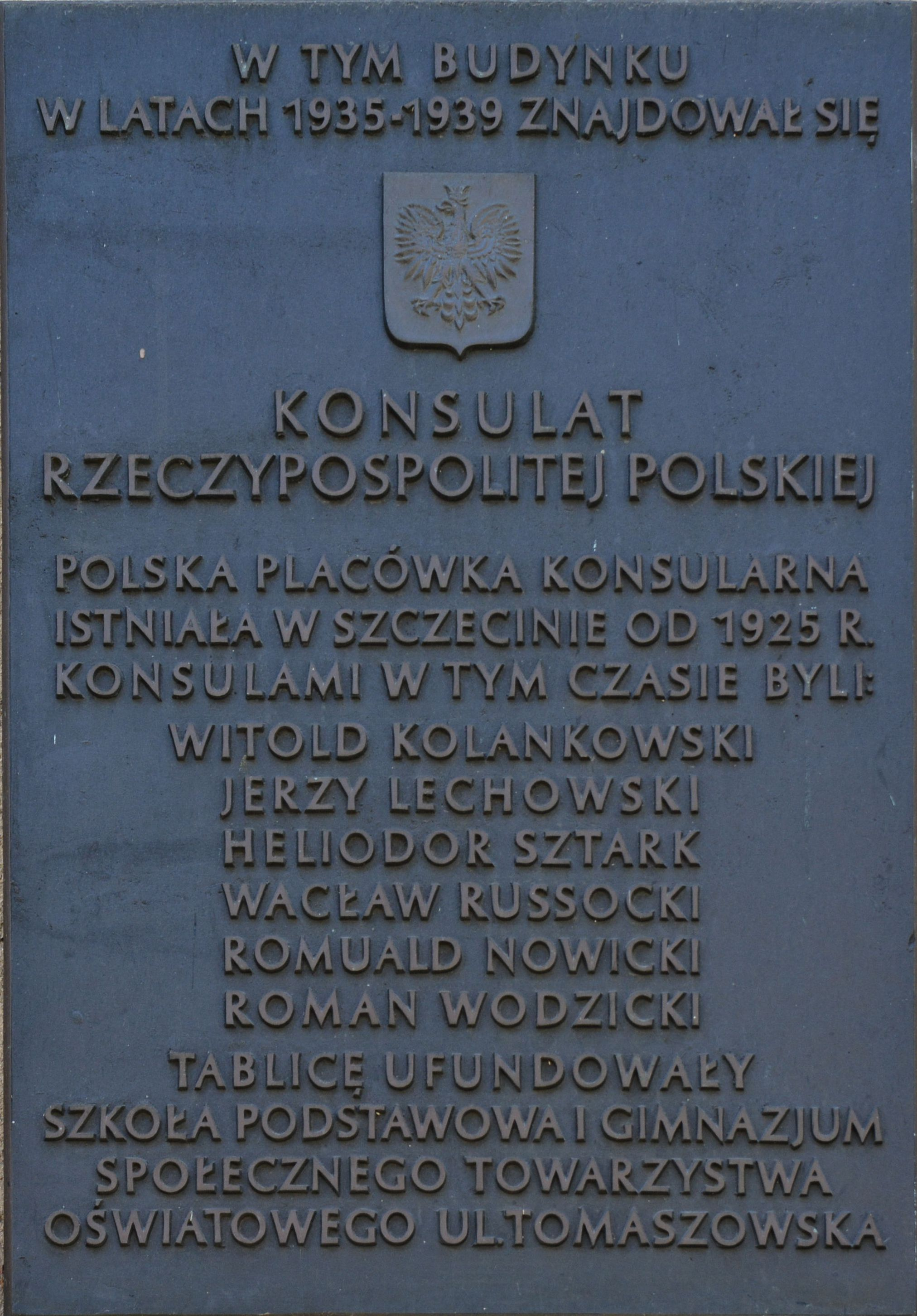
Tablica upamiętniająca istnienie w Szczecinie przy ul. Monte Cassino 30 polskiego konsulatu

Konsulat RP w Szczecinie (niem. Polnisches Konsulat in Stettin) – polska placówka konsularna działająca w okresie międzywojennym w Szczecinie.
Urząd konsularny w randze agencji konsularnej powołany w 1925 celem reprezentowania spraw polskich w niemieckiej Prowincji Pomorskiej (Provinz Pommern), a w rejencji szczecińskiej w szczególności. Konsulat mieścił się przy Breite-Straße 46, obecnie ul. ks. Kardynała Stefana Wyszyńskiego 46 (1925), w Pommernhaus (Domu Pomorskim) przy Augustastraße 15, ul. Małopolskiej 15 (1926–1928), przy Friedrich-Karl-Straße 9, ul. Piłsudskiego 9 (1928–1935), i przy Amdtstraße 30, ul. Monte Cassino 30 (1935–1939). W 1927 placówka została podniesiona do rangi wicekonsulatu, a w 1928 – konsulatu.

## Kierownicy konsulatu
- 1925–1926 – Witold Kolankowski, wicekonsul
- 1927–1931 – Jerzy Lechowski, wicekonsul/konsul
- 1931–1938 – Heliodor Sztark, konsul generalny
- 1938–1939 – Wacław Russocki, konsul
- 1939 – Romuald Nowicki, konsul
- od 1 września 1939 – Roman Wodzicki, konsul, nie objął stanowiska w związku z wybuchem wojny